# Didier Vanoverschelde
Didier Vanoverschelde (Hallennes-lez-Haubourdin, 5 april 1952) is een voormalig Frans wielrenner. In 1983 werd hij betrapt op het gebruik van nandrolon.

## Belangrijkste overwinning
1982
- Parijs-Bourges

1983
- Prix de Villeneuve d'Ascq

## Resultaten in voornaamste wedstrijden
| Jaar | Ronde van Italië | Ronde van Frankrijk | Ronde van Spanje |
| ---- | ---------------- | ------------------- | ---------------- |
| 1979 |                  | 41e                 |                  |
| 1980 |                  | 45e                 |                  |
| 1981 |                  | 26e                 |                  |
| 1982 |                  | 42e                 |                  |
| 1983 |                  | 35e                 |                  |
| 1984 |                  |                     |                  |

| Jaar | Gent-Wevelgem | Parijs-Roubaix | Amstel Gold Race |
| ---- | ------------- | -------------- | ---------------- |
| 1979 | 89e           | 48e            |                  |
| 1980 |               |                |                  |
| 1981 |               |                |                  |
| 1982 |               |                | 31e              |
| 1983 |               |                |                  |
| 1984 |               |                | 32e              |